# Экстремальные охотники за привидениями
«Экстремальные охотники за привидениями» (англ. Extreme Ghostbusters) — анимационный научно-фантастический мультсериал, продолжение мультсериала «Настоящие охотники за привидениями», вышедший осенью 1997 года в США.

## Сюжет
Действие происходит в Нью-Йорке 11 лет спустя после завершения «Настоящих охотников за привидениями». За это время паранормальная активность упала до нуля, что плачевно сказалось на работе. Организация разорилась, и все её члены ушли в поисках более оплачиваемой работы, за исключением доктора Игона Спенглера и призрака Лизуна, оставшихся жить в старой пожарной части (являющейся штаб-квартирой охотников), благо Игон нашёл стабильный источник доходов — преподавание в университете. Вся зарплата уходила на предметы первой необходимости, оплату различных счетов и финансирование исследований, проводимых Игоном в штаб-квартире.
Так продолжалось до тех пор, пока рабочие при расширении городского метрополитена не освободили призрака Акиру. Игон, после долгих убеждений со стороны других людей и череды собственных ошибок, принял меры: он временно рекрутировал в состав охотников за привидениями нескольких студентов — единственных, кто в злополучный год записался на один (а именно — изучение паранормальных явлений) из нескольких преподаваемых Спенглером курсов.
Первые столкновения с Акирой прошли для новобранцев неудачно — морально устаревшее оборудование не подействовало на призрака, что подорвало боевой дух доктора Спенглера. Однако студентам и бывшему секретарю предыдущих охотников — Жанин Мелниц — удалось уговорить Игона не забрасывать проблему и провести модернизацию оборудования. А чуть ранее контора охотников за привидениями самопроизвольно открылась вновь.
Улучшенное снаряжение сработало успешно — вторая схватка с Акирой завершилась её поимкой новобранцами. Позже она отправилась в хранилище для призраков. Казалось бы, это конец — мир спасён и охотники за привидениями ему больше не требуются. Но оказалось, что Акира находилась под землёй далеко не одна — вместе с ней был заточён целый легион сверхъестественных созданий.
Организация вновь начала работу: Жанин Мелниц вернулась на место секретарши, а Игон уволился из университета, став экспертом-консультантом оперативной команды.

## Роли озвучивали
| Персонаж       | Актёр оригинальной версии |
| -------------- | ------------------------- |
| Игон Спенглер  | Морис ЛаМарш              |
| Кайли Гриффин  | Тара Стронг               |
| Жанин Мелниц   | Пэт Масик                 |
| Гаррет Миллер  | Джейсон Мэрсден           |
| Роланд Джексон | Альфонсо Рибейро          |
| Эдуардо Ривера | Рино Романо               |
| Лизун          | Билли Уэст                |
| Питер Венкман  | Дэйв Кулир                |

## Персонажи

### Новые охотники
Эдуардо Ривера
Ленивый и саркастичный, падок на женщин (правда, те ему взаимностью отвечают редко), в науке не разбирается и одевается, как панк, ибо обожает этот музыкальный стиль. С первых дней основания команды это не мешает ему видеть в Кайли объект для ухаживаний, поскольку других свободных (Жанин давно влюблена в Игона и ни от кого этого не скрывает) девушек в команде нет. Имеет старшего брата по имени Карлос «Карл» Ривера, офицера полиции, который невзлюбил Эдуардо за участие в команде охотников. Панически боится смерти.
Роланд Джексон
Главный механик в команде. Помогает Игону с ремонтом и апгрейдом снаряжения. Больше всего боится, что оно сломается в самый ответственный момент. Роланд часто вызывает у остальных охотников раздражение и смех из-за своих: любви к академической музыке, большой вежливости, смущения перед девушками и привычки спать в фиолетовой пижаме с жёлтыми смайликами. У Роланда есть младший брат, настоящий «трудный ребёнок».
Гаррет Миллер
Родился в 1979 году. Несмотря на то, что он прикован к инвалидному креслу, Гаррет совсем не переживает по этому поводу (иногда даже отпускает самоироничные шутки) и ведёт довольно активный образ жизни и весьма неплохо играет в баскетбол. Своё присутствие в команде охотников объясняет постоянной потребностью в адреналине. Страдает клаустрофобией.
Кайли Гриффин
Кайли единственный член новой команды, кто смыслил в паранормальных явлениях ещё до рекрутирования. Постоянно выясняет отношения с Эдуардо. В команде, помимо общих функций, транспортирует ловушку для призраков. Также единственная из новых охотников, у кого есть домашний питомец — кот. До смерти боится опарышей.

### Персонал поддержки
Игон Спенглер
Единственный настоящий охотник за привидениями, который остался в Нью-Йорке после спада эктоплазматической активности. До и во время событий сериала живёт в пожарной части вместе с Лизуном. В силу возраста занимает роль учёного и наставника команды.
Жанин Мелниц
Бывшая секретарша охотников, именно она всегда сидела на телефонах, и если оружие не брало ту или иную сверхъестественную сущность, то сообщала по рации охотникам нужное заклинание, чтобы изгнать или обессилить призрака. Вернулась на работу после перерождения команды и стала самым нужным человеком в борьбе с привидениями, так как благодаря её работе все остальные могут сосредоточиться на главном и не беспокоиться насчёт приготовления еды, оплаты счетов, заказа оборудования и прочей рутины. Испытывает особые чувства к Игону и поэтому осталась с ним в Нью-Йорке, когда остальные охотники покинули Игона ввиду отсутствия финансирования. Единственная коренная американка (её предки были индейцами, а не потомками переселенцев или рабов с других континентов) во всём Манхэттене.
Лизун
Призрак класса 5, который после взрыва блока задержания решил остаться с охотниками в виде запасного игрока, а также тестировал на себе нововведения в протонных блоках и прочем оборудовании. Имеет страшный, но всё-таки утоляемый аппетит и абсолютно безобиден; в отличие от других призраков, не имеет никаких сверхъестественных способностей — не считая традиционной возможности при желании летать или проникать через плотные объекты.

## Список серий
| Название | Премьера         | Код  | №  |
| --- | ---------------- | ---- | -- |
| «Темнота в полдень (Часть 1)» Darkness at Noon (Part 1) | 1 сентября 1997  | 0101 | 1  |
| Паранормальная активность упала до нуля, что уничтожило организацию охотников за привидениями. Команда разошлась по миру, в старой пожарной части (штаб-квартире организации) остался лишь доктор Игон Спенглер, переквалифицировавшийся в университетского преподавателя, и призрак Лизун. Обстановка небытия рушится, когда во время расширения метрополитена рабочие высвобождают опасного призрака Акиру. Это вынуждает Игона взяться за оружие, а после серьёзной неудачи - подключить к делу студентов курса по паранормальным явлениями. |                  |      |    |
| «Темнота в полдень (Часть 2)» Darkness at Noon (Part 2) | 2 сентября 1997  | 0102 | 2  |
| Игон инфицирован, но помогает новичкам собрать необходимое оборудование и подготавливает для битвы с Акирой, распространяющей свою болезнь через Кайли. |                  |      |    |
| «Истинное лицо монстра» The True Face of Monster | 3 сентября 1997  | 0103 | 3  |
| Сын раввина создаёт голема, чтобы защитить храм от осквернивших его вандалов, которые разрушали храм поздно ночью, но голем оказывается слишком силён и выходит из-под контроля. |                  |      |    |
| «Собственный страх» Fear Itself | 4 сентября 1997  | 0104 | 4  |
| Спустившись в заброшенное здание, в котором новый владелец намеревался разместить ночной клуб, охотники сталкиваются со своими страхами в виде жутких существ. Победив монстров, ребята узнают, что материализация страхов была защитной реакцией в целом безобидного существа, обитавшего в здании много лет и боящегося людей. |                  |      |    |
| «Демоническая поэзия» Deadliners | 5 сентября 1997  | 0105 | 5  |
| Трое монстров из другого мира воплощаются в нашем благодаря творчеству писателя ужасов, которого берут в заложники и заставляют писать (и, тем самым, материализовать) то, что нужно им. |                  |      |    |
| «13 избранных» Casting the Runes | 8 сентября 1997  | 0106 | 6  |
| Мошенник Рифкин похищает из музея магические руны, прикосновение к которым открывает портал в другой мир и обрекает «избранного рунами» к вечному служению демону Калилу. Рифкин использует руны с целью мести обидчикам, и одним из избранных становится Эдуардо. |                  |      |    |
| «Дьявольская машина» The Infernal Machine | 9 сентября 1997  | 0107 | 7  |
| Экстремальные охотники за привидениями сталкиваются с монстром Люко, обладающим способностью проникать в электронные вещи, получая полный контроль над ними. Кроме того он одержим идеей найти человека, который создаст прямо пропорциональную могуществу Люко машину. Волею случая этим создателем становится Роланд. |                  |      |    |
| «Дом ужасов» Home is Where the Horror Is | 10 сентября 1997 | 0108 | 8  |
| Выполняя порученное в школе задание, два мальчика почти бесследно пропали. Полиция помочь не смогла и отчаявшиеся родители обратились за помощью к охотникам. Именно в тот день, по истечении которого, ровно в полночь различные духи и привидения устраивают пир. |                  |      |    |
| «Убийцы смеха» Killjoys | 11 сентября 1997 | 0109 | 9  |
| Нью-Йорк атакован бандой призраков, одетых в клоунские костюмы. Их цель - поглотить как можно больше людей, рассмеявшихся в непосредственной близости от привидений. |                  |      |    |
| «Невидимое» The Unseen | 12 сентября 1997 | 0110 | 10 |
| У охотников большие неприятности. Во время очередной поимки призрака, по вине Эдуардо, Кайли лишилась оружия, а в городе объявился невиданный доселе призрак 13-го класса. |                  |      |    |
| «Жучиная свадьба» The Crawler | 22 сентября 1997 | 0111 | 11 |
| Пытаясь вызвать в Игоне хоть какие-нибудь любовные чувства, Жанин заводит роман с привлекательным мужчиной из Испании, под личиной которого скрывается жук-призрак с неудержимым желанием превратить весь Нью-Йорк в одну гигантскую фабрику по производству насекомоподобных подчинённых. |                  |      |    |
| «Призрачный флейтист с Манхэттена» The Pied Piper of Manhattan | 23 сентября 1997 | 0112 | 12 |
| Нью-Йорк терроризирует армада мелких призраков, неуязвимых к протонным пушкам охотников за привидениями. Тем временем в городе объявляется подозрительный человек, обещающий за крупное вознаграждение прекратить нашествие. |                  |      |    |
| «Продавец желаний» Be Careful What You Wish For | 24 сентября 1997 | 0113 | 13 |
| В Нью-Йорк на центральный вокзал прибыл скрывающийся под человеческим телом призрак, готовый задаром исполнить одно желание для каждого человека. Всё бы ничего, но у призрака есть своё извращённое мнение на то, как именно исполнить просьбу. |                  |      |    |
| «Гремлин» Grease | 25 сентября 1997 | 0114 | 14 |
| Одной из онлайн-компаний города был причинён чрезвычайно серьёзный ущерб. Настолько, что делом, помимо охотников за привидениями, заинтересовалось Федеральное Бюро Разведки. |                  |      |    |
| «Дьявол из Джерси» The Jersey Devil Made Me Do It | 26 сентября 1997 | 0115 | 15 |
| У охотников нашлось свободное время, и Роланд предложил использовать его, чтобы отправиться в поездку, целью которой было изучение неизвестно где добытого им меча. Но на пути их атаковало привидение, как будто специально выжидавшее, когда охотников и их оборудование будет разделять несколько десятков миль. |                  |      |    |
| «Призрак из морских глубин» Dry Spell | 29 сентября 1997 | 0116 | 16 |
| Корабль океанологов, в ходе изучения подводного города, был заражён вирусом, лишавших людей жизни путём полного обезвоживания тела. Так гласила официальная версия, которой не поверил знаменитый учёный, вызвавший на место происшествия охотников за привидениями. |                  |      |    |
| «Зов сирены» Sonic Youth | 30 сентября 1997 | 0117 | 17 |
| В Нью-Йорке объявилась парочка опасных привидений женского пола. Первую зовут Сирена - восходящая эстрадная звезда с настолько великолепным голосом, что её многочисленные фанаты даже не замечают, что она забирает у них молодость, дабы вернуть её своей сестре - Банши. |                  |      |    |
| «Призрак апокалиптического будущего» Ghost Apocalyptic Future | 1 октября 1997   | 0118 | 18 |
| Действие эпизода происходит 30 июля. Оказавшись не в том месте и в неправильное время, Кайли перенеслась в далёкое и мрачное будущее. У оставшихся в настоящем охотников появился шанс поймать виновника случившейся с человечеством катастрофы и предотвратить тотальное доминирование призраков, грозящее наступить уже не через несколько лет, а в любой момент. |                  |      |    |
| «Хищная птица» Bird of Prey | 2 октября 1997   | 0119 | 19 |
| Чтобы спасти урожай на полях, где работает его отец, мальчик решил ненадолго вызвать опасного призрака, который, согласно старинным поверьям, приносит дождь. Вот только изгнать его, увы, не удалось. |                  |      |    |
| «Семена хаоса» Seeds of Destruction | 3 октября 1997   | 0120 | 20 |
| На биологический факультет прибыла посылка с демоном, увлекающимся заключением людей в коконы (которые немедленно умирают вместе с жертвой, когда призрак впадает в спячку) с помощью растений. |                  |      |    |
| «Золото лепрекона» The Luck of the Irish | 3 ноября 1997    | 0121 | 21 |
| Во время ремонта клуба один из рабочих случайно освободил лепрекона, сразу же бросившегося мстить за давным-давно украденное у него золото. |                  |      |    |
| «Проклятие зеркал» The Ghostmakers | 4 ноября 1997    | 0122 | 22 |
| Во время очередного вызова, охотники неумышленно запустили первую стадию плана собственного смертного приговора. |                  |      |    |
| «Ледяной дым» Slimer's Sacrifice | 5 ноября 1997    | 0123 | 23 |
| Новый вызов охотников казался довольно простым до тех пор, пока из-за неполадок с ловушкой пойманный призрак не вырвался на свободу. |                  |      |    |
| «Грюндель» Grundelesque | 6 ноября 1997    | 0124 | 24 |
| В загородной местности появился призрак, охотящийся за детьми, проявляющими склонность (даже самую малую) ко злу. Однако это привидение, по словам Игона, уже много лет как поймано предыдущим поколением охотников. |                  |      |    |
| «Демон кошмарных снов» In Your Dreams | 7 ноября 1997    | 0125 | 25 |
| На город опустилась эпидемия сверхреалистичных кошмарных снов. И хотя в этом точно виноваты призраки неизвестного вида, охотники, по причине неуязвимости их очередных противников, ничего не могут сделать. |                  |      |    |
| «Призрак Моби Дика» Moby Ghost | 10 ноября 1997   | 0126 | 26 |
| В город вероломно вторглось китообразное существо, неуязвимое для оружия охотников из-за мощного электромагнитного поля. |                  |      |    |
| «Ядерная опасность» Fallout | 12 ноября 1997   | 0127 | 27 |
| При раскопах, по слухам, немыслимых залежей урана в Юте, рабочие неумышленно подарили свободу радиоактивному горному духу и его инстиктивному желанию съесть как можно больше подобных ему продуктов, чтобы переселить человечество в столь любимый некоторыми его представителями постапокалиптический мир. |                  |      |    |
| «Глаза дракона» Eyes of a Dragon | 13 ноября 1997   | 0128 | 28 |
| Непримечательный налёт бандитов на антикварную лавку в Чайна-тауне обернулся возвращением в мир китайского демона. |                  |      |    |
| «Невеста без кожи» Till Death Do We Start | 14 ноября 1997   | 0129 | 29 |
| Бросать монеты в колодцы желаний - вредно для психического и (если не повезёт) физического здоровья. В чём убедится человек, сотворивший сей ритуал. |                  |      |    |
| «Прожорливый монстр» Glutton for Punishment | 24 ноября 1997   | 0130 | 30 |
| Случилась новая эпидемия городского масштаба и эктоплазменной природы - возникновение неутолимого аппетита при откусывании кусочка от заражённой белковой пищи. |                  |      |    |
| «Призрак в машине» Ghost in the Machine | 25 ноября 1997   | 0131 | 31 |
| Экстремальные охотники за привидениями не раз находили панацею от эктоплазматических эпидемий, распространявшихся среди людей. Теперь им предстоит побороть мор, который атаковал транспортные средства, работающие на бензине. |                  |      |    |
| «Собачьи дни» Dog Days | 26 ноября 1997   | 0132 | 32 |
| Все собаки Манхэттена заразились неизлечимым, даже без помощи обезвредить их протонных пушек, сверхъестественным бешенством. |                  |      |    |
| «Призрак из подземного туннеля» Mole People | 27 ноября 1997   | 0133 | 33 |
| Глубоко под землёй вышли из спячки, продолжавшейся со времён последнего ледникового периода, призраки. |                  |      |    |
| «Короткое замыкание» A Temporary Insanity | 28 ноября 1997   | 0134 | 34 |
| За какие-то пять минут на Жанин свалился такой ворох проблем и просьб, что она не выдержала и впервые в своей карьере секретарши ушла в отпуск по собственному желанию. А поскольку организация уровня устранителей эктоплазменных угроз не может себе позволить обходиться без такого ценного сотрудника, остальными было немедленно принято решение подобной проблемы: временно нанять новую секретаршу. |                  |      |    |
| «Гнев» Rage | 1 декабря 1997   | 0135 | 35 |
| Протонные пушки и ловушки хороши против привидений. Но если попытаться бороться подобным оборудованием с термитами, решившими покормиться древесиной в штаб-квартире охотников, то далеко не факт, что дезинфекция пройдёт успешно, а атакованный насекомыми объект скорее развалится на отдельные кирпичики. Вследствие чего охотникам пришлось покинуть пожарную часть, пока профессионалы по уничтожению паразитов не разберутся с нашествием.                                                                                               |                  |      |    |
| «Сердце тьмы» Heart of Darkness | 2 декабря 1997   | 0136 | 36 |
| Из центра по разработке экспериментального вооружения было похищено новейшее лазерное орудие. А из крупного музея ответственные за предыдущее преступление призраки унесли тольтекский череп. |                  |      |    |
| «Загадка Сфинкса» The Sphinx | 3 декабря 1997   | 0137 | 37 |
| Люди с показателем коэффициента интеллекта выше ста пятидесяти баллов один за другим лишаются своего могучего ума из-за неспособности отгадать загадку объявившегося в Нью-Йорке сфинкса. |                  |      |    |
| «Ведьмы» Witchy Woman | 4 декабря 1997   | 0138 | 38 |
| Заручившись поддержкой призрака, троица девушек принялась наказывать всех неугодных им людей. |                  |      |    |
| «Возвращение старых охотников (Часть 1)» Back in the Saddle (Part 1) | 5 декабря 1997   | 0139 | 39 |
| На день рождения Игона всех членов возглавляемой им организации, за исключением Жанин, ждал сюрприз - на праздник своего друга приехали изрядно постаревшие настоящие охотники за привидениями. Правда, у их преемников радость от приезда старой команды быстро улетучилась. |                  |      |    |
| «Возвращение старых охотников (Часть 2)» Back in the Saddle (Part 2) | 8 декабря 1997   | 0140 | 40 |
| Экстремальным охотникам за привидениями, при поддержке настоящих, предстоит самое трудное испытание в карьере - ловля огромного всепоглощающего (в прямом смысле) бесформенного чёрного призрака из Бермудского треугольника. |                  |      |    |